# Kersenpit-hoornschaal
De kersenpit-hoornschaal (Sphaerium nucleus) is een in zoetwater levende tweekleppigensoort uit de familie van de Sphaeriidae. De wetenschappelijke naam van de soort werd in 1820 voor het eerst geldig gepubliceerd door Samuel Studer die het in het geslacht Cyclas plaatste.

## Beschrijving
De kersenpit-hoornschaal is een zeer kleine tweekleppige die tot 8 mm breed en lang kan worden. Alleen in details verschilt het van de wijdverbreide gewone hoornschaal (S. corneum). Zoals bijna alle tweekleppigen is het een filtervoeder. In tegenstelling tot S. corneum heeft hij een voorkeur voor tijdelijke leefomgevingen.
Euglesa:
casertana · 
compressa · 
conventus · 
edlaueri · 
globularis · 
henslowana · 
hinzi · 
lilljeborgi · 
maasseni · 
pulchella · 
subtruncata · 
waldeni

Odhneripisidium:
annandalei · 
moitessierianum · 
stewarti · 
tenuilineatum

Musculium:
lacustre · 
†subtile · 
transversum

Pisidium:
amnicum · 
†clessini · 
hibernicum · 
milium · 
nitidum · 
obtusalis · 
obtusale obtusale · 
obtusale lapponicum · 
personatum · 
pseudosphaerium · 
supinum

Sphaerium:
asiaticum · 
corneum · 
†icenicum · 
nitidum · 
nucleus · 
ovale · 
rivicola · 
†rosmalense · 
solidum · 
†subsolidum